# Jedlový důl
Jedlový důl je přírodní rezervace v katastrálním území Albrechtice v Jizerských horách a Josefův Důl v okrese Jablonec nad Nisou v Libereckém kraji. Chráněné území se rozkládá v údolí potoka Jedlová, který je levostranným přítokem řeky Kamenice. Oblast spravuje AOPK ČR – regionální pracoviště Liberecko. Přírodní rezervace Jedlový důl je součástí Chráněné krajinné oblasti Jizerské hory a stejnojmenné ptačí oblasti.

## Poloha
Přírodní rezervace zahrnuje část údolí Jedlového potoka v nadmořské výšce mezi zhruba 650 až 770 metry. Dolní hranice rezervace se nachází necelý kilometr severně od centra Josefova Dolu a konečné zastávky železniční tratě Smržovka – Josefův Důl. Potok Jedlová pramení v rašeliništi severně od vrchu Čihadlo (967 m n. m.). Pouhých asi 30 metrů od horní hranice přírodní rezervace se nachází vodopád Jedlová, který je řazen mezi nejatraktivnější turistické cíle v oblasti Jizerských hor. Hlavní svislý stupeň vodopádu je vysoký 5 metrů a za normálních okolností je zde průtok 200 litrů vody za sekundu.

## Předmět ochrany
Důvodem ochrany je hydrologicky a geomorfologicky významné území s prostorově diferencovanou polopřirozenou dřevinnou skladbou tvořenou převážně smrkem, bukem a jedlí v chráněné poloze s cennými rostlinnými a živočišnými společenstvy.

## Fauna
V rezervaci bylo zjištěno 18 druhů měkkýšů: 17 druhů suchozemských plžů a jeden druh mlže.

## Přístup
Od turistického rozcestníku Josefův Důl - lesní brána vede do rezervace modře značená cesta, kterou v úseku až po spojení s tzv. Mořskou cestou (cyklotrasa 3022) kopíruje místní krátká naučná stezka Jedlový důl.

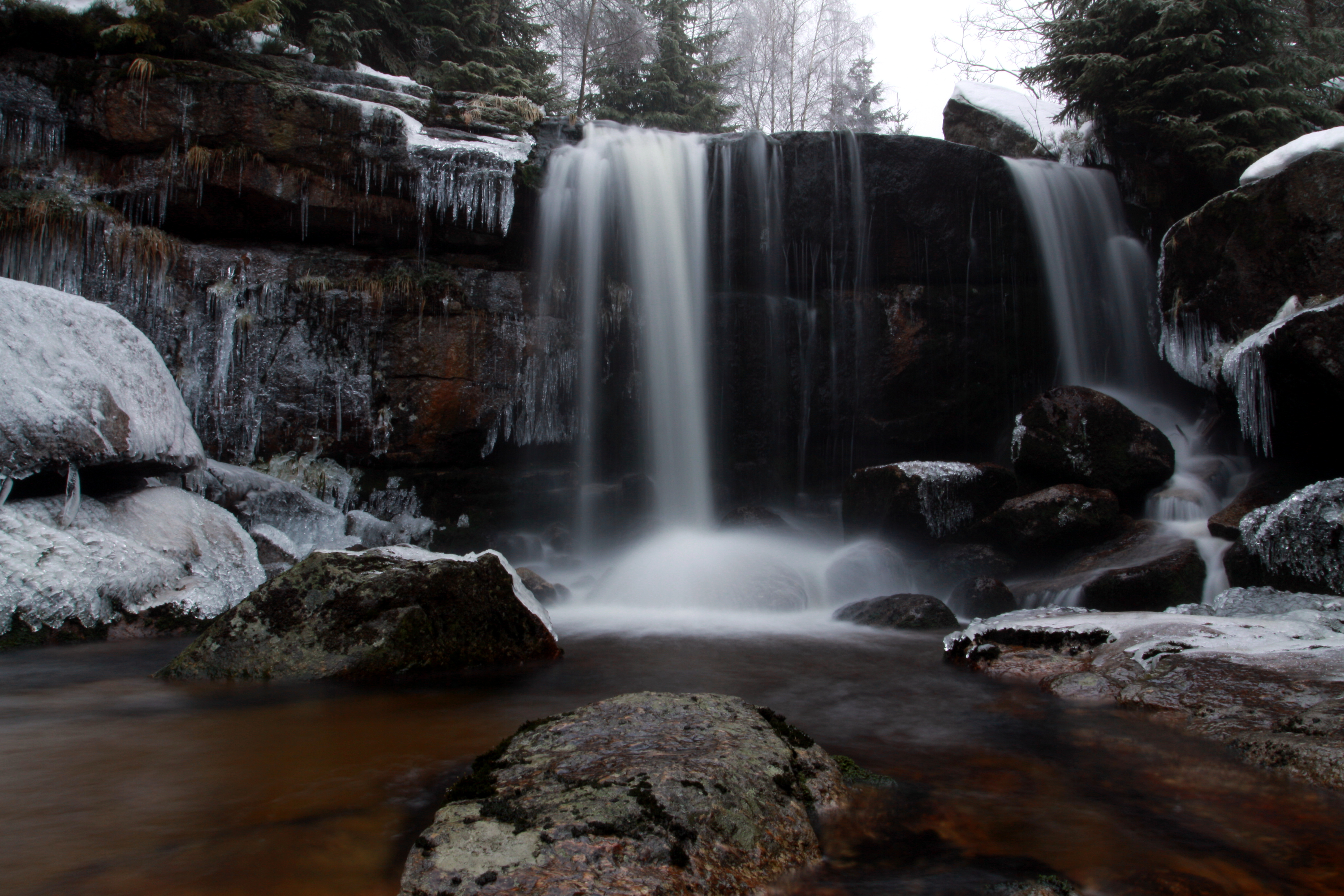
Vodopády Jedlová v zimě na území přírodní rezervace